# Karel Bednář
Karel Bednář (17. února 1910, Jaroměřice nad Rokytnou – 3. září 1970, Praha) byl český archivář, historik a geograf.

## Biografie
Karel Bednář se narodil v roce 1910 v Jaroměřicích nad Rokytnou, jeho otec zemřel v první světové válce, vyučil se jako modelář a nastoupil do ČKD v Praze-Vysočanech.
Později začal pracoval v Archivu země české, během práce se vzdělával a v roce 1951 obhájil disertaci na Přírodovědecké fakultě Univerzity Karlovy, věnoval se sídelnímu zeměpisu. V roce 1952 nastoupil do fotolaboratoře Historického ústavu ČSAV, v roce 1959 přešel do oddělení pro historickou geografii. V letech 1951–1959 působil také jako přednášející oborů archivnictví a využití fotografie v archivnictví na Filozofické fakultě Univerzity Karlovy. V roce 1967 se stal tajemníkem Komise pro historickou geografii a redaktorem sborníku Historická geografie. V roce 1966 obhájil titul kandidáta věd s prací k dějinám průmyslu.
Působil také v odborovém hnutí nebo v Sokolu.